# Хуан Баутіста Арісменді
Хуан Баутіста Арісменді (ісп. Juan Bautista Arismendi; 15 березня 1775 — 22 червня 1841) — венесуельський військовий, генерал, учасник Венесуельської війни за незалежність. Похований у Національному пантеоні Венесуели.
Арісменді народився в Ла-Асунсьйоні на острові Маргарита в 1775 році. Він був капітаном, коли спалахнула революція, прийняв командування повстянцями та вигнав іспанського генерала Пабло Морільо з острова після тривалого конфлікту. Він був одним із лідерів, які зібрали провінційний конгрес в Ангостурі 20 липня 1817 року і поставили на чолі уряду тріумвірат, членом якого був Болівар. У 1819 році він допоміг Болівару та Паесу вигнати Морільо з Нової Гранади та з більшої частини Венесуели. За відсутності Болівара конгрес Ангостури змусив Франциско Антоніо Зеа, якого він призначив віцепрезидентом, піти у відставку, і обрав на його місце Арісменді. Після повернення Болівар відновив Зеа і заслав Арісменді до Маргарити. Незважаючи на це, Арісменді підтримав справу Болівара під час повстання, яке очолив Паес у 1826 році.